# NGC 2946
NGC 2946 este o galaxie spirală situată în constelația Leul. A fost descoperită în 1 aprilie 1864 de către Albert Marth.